# Битка код Балаклаве
Битка код Балаклаве вођена је 25. октобра 1854. године између руске војске са једне и савезничке војске (Британија, Француска и Турска) са друге стране. Део је Кримског рата, а завршена је неодлучним резултатом.

## Битка
Балаклава је у Кримском рату била база савезника који су опседали Севастопољ. Да би пресекле ову комуникацију, руске снаге (око 2300 војника) прелазе 25. октобра 1854. године Чорнају код Чоргуна и разбијају турску војску од око 1000 војника код Комара. Након тога су избиле до Кадикијоја. Да би повратио шест топова које су Турци изгубили, генерал Фицрој Сомерсет Реглан, британски командант на Криму, упутио је у борбу лаку бригаду енглеске коњичке дивизије. Генерал Џејмс Кардинген је, извршавајући Регланово наређење, улетео међу Русе са 700 коњаника, али је убрзо одбачен уз велике губитке. Део пута Балаклава-Севастопољ је остао у руским рукама.